# Eucheilota macrogona
Eucheilota macrogona is een hydroïdpoliep uit de familie Lovenellidae. De poliep komt uit het geslacht Eucheilota. Eucheilota macrogona werd in 1984 voor het eerst wetenschappelijk beschreven door Zhang & Lin. 